# Edward Feigenbaum
Edward Albert Feigenbaum (n. 20 ianuarie 1936, Weehawken, New Jersey, SUA) este un informatician american, cu contribuții în domeniul inteligenței artificiale.
A primit Premiul Turing, cea mai prestigioasă distincție din domeniul informaticii, în 1994, împreună cu Raj Reddy "pentru pionieratul în domeniul proiectării și construcției de sisteme cu inteligență artificială pe scară largă, demonstrând importanța practică și impactul comercial potențial al tehnologiei inteligenței artificiale".
1. ↑   https://cs.stanford.edu/people/eaf/wordpress/ Lipsește sau este vid: |title= (ajutor)
2. ↑  Czech National Authority Database, accesat în 1 martie 2022
3. ↑   https://www.acm.org/media-center/2007/december/acm-names-38-fellows-for-computing-and-it-innovations-in-industry-education-entertainment, accesat în 24 iunie 2024 Lipsește sau este vid: |title= (ajutor)